# Aït Touzine
 (mai 2022).
Si vous disposez d'ouvrages ou d'articles de référence ou si vous connaissez des sites web de qualité traitant du thème abordé ici, merci de compléter l'article en donnant les références utiles à sa vérifiabilité et en les liant à la section « Notes et références ».
Aït Touzine ou Beni Touzine (en amazighe : ⴰⵢⵜ ⵜⵓⵣⵉⵏ, en arabe: بني توزين) est une tribu berbère rifaine zénète localisée au nord-est du Maroc, dans le Rif oriental et central.

## Origine et histoire